# Trílit

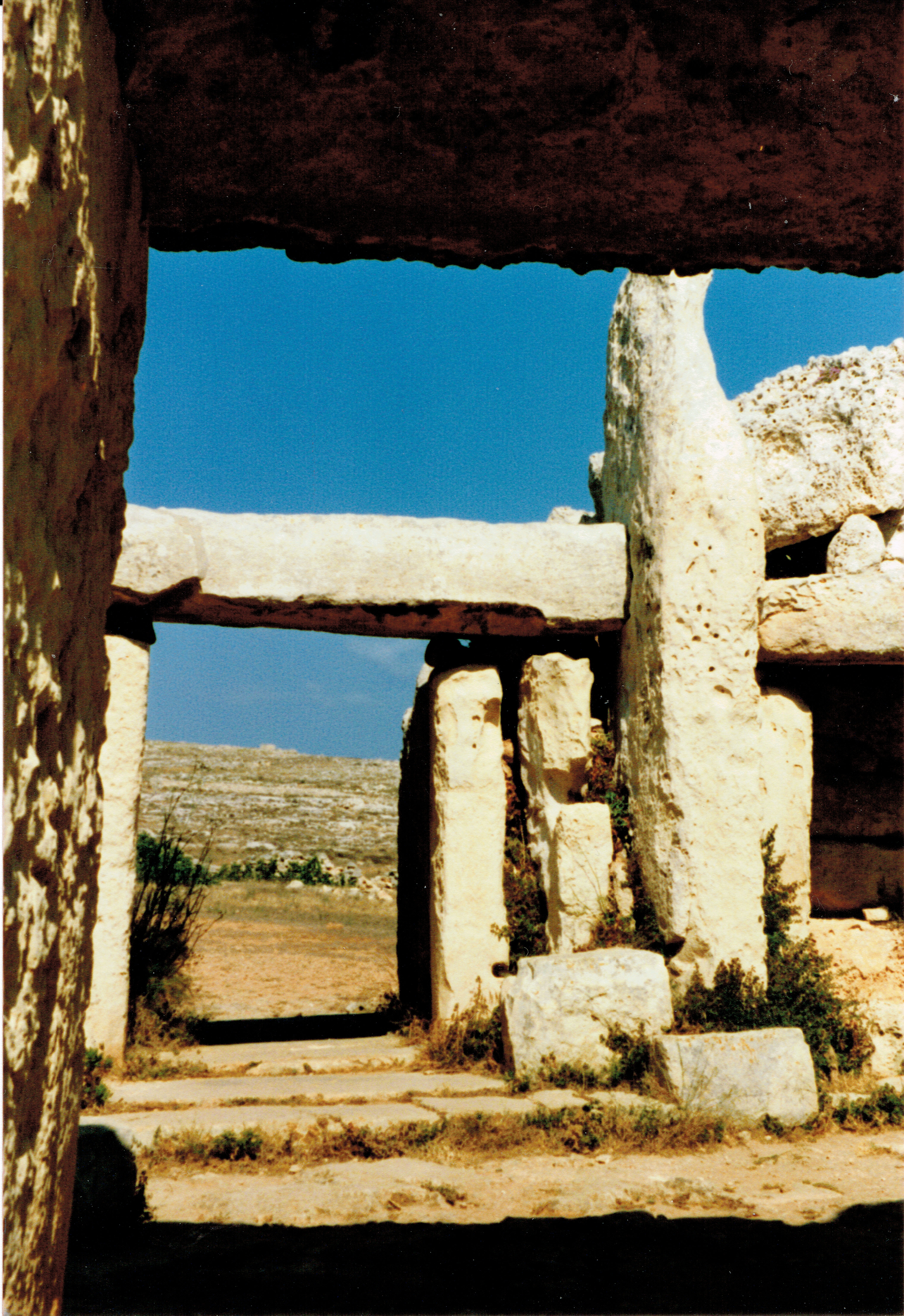
Entrada de trílit, temple de Mnajdra, Malta

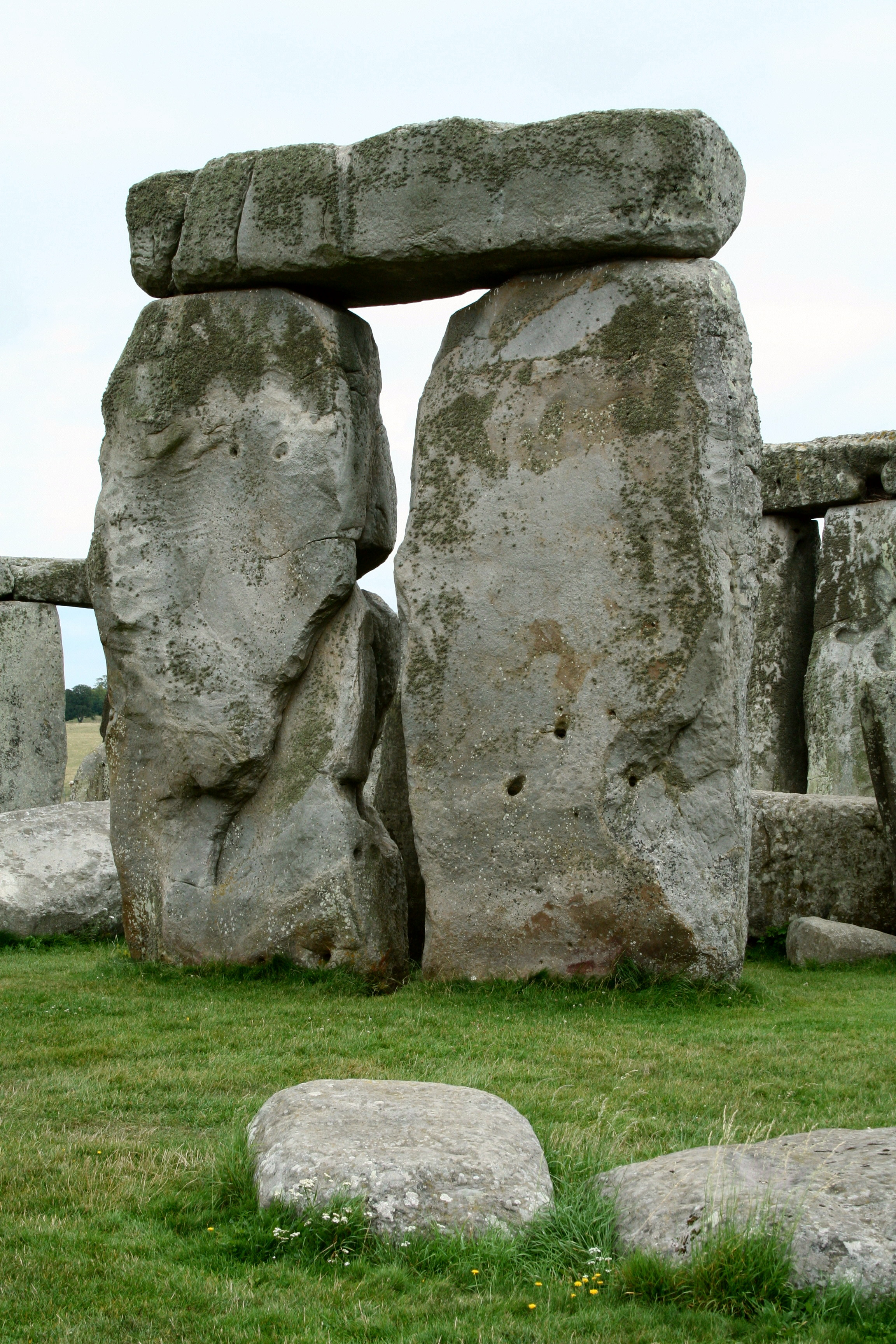
Trílit de Stonehenge

Un trílit és una construcció que consta de dues grans pedres verticals (pals) que suporten una tercera pedra horitzontalment a la part superior (llinda). S'utilitzaren en el context dels monuments megalítics. Els trílits més famosos són els de Stonehenge, a Anglaterra, i els que es troben als temples megalítics de Malta, que són Patrimoni de la Humanitat de la UNESCO.

## Etimologia
La paraula trilithon deriva del grec (en grec: treis, de τρία, tri, i λίθος, lithos, 'pedra', 'tres pedres'); la utilitzà per primera vegada William Stukeley.

## Baalbek

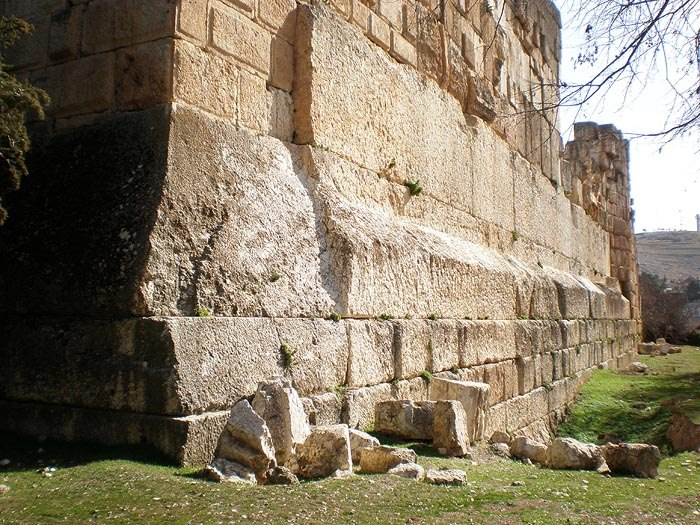
Els 3 blocs coneguts com "Trilithon" al temple de Júpiter Baal (Zeus heliopolità) al Líban

Un grup de tres pedres gegants que jauen horitzontalment, que formen part del podi del temple de Júpiter (Baalbek), al Líban, es denomina «Trilithon», tot i que no s'ajusta a la definició anterior. La ubicació de les construccions megalítiques és al cim d'un pujol de la zona, el Tel Baalbek. Moltes expedicions arqueològiques han excavat el lloc des del s. XIX, sobretot grups alemanys i francesos, i la recerca hi continuà fins al s. XX. Cadascuna d'aquestes pedres té 19 m de llarg, 4,2 metres d'alt, 3,6 metres d'espessor i pesa al voltant 800 tones. La filada de pedra de suport a sota presenta una sèrie de pedres que pesen aproximadament 350 tones i fan 11 m d'ample.
A la pedrera propera, dos blocs de construcció romana, coneguts com la Pedra de la Dona embarassada, i destinats al mateix podi, superen les 1.000 tones. No s'han utilitzat des de la seua extracció en l'antiguitat.

## Altres usos

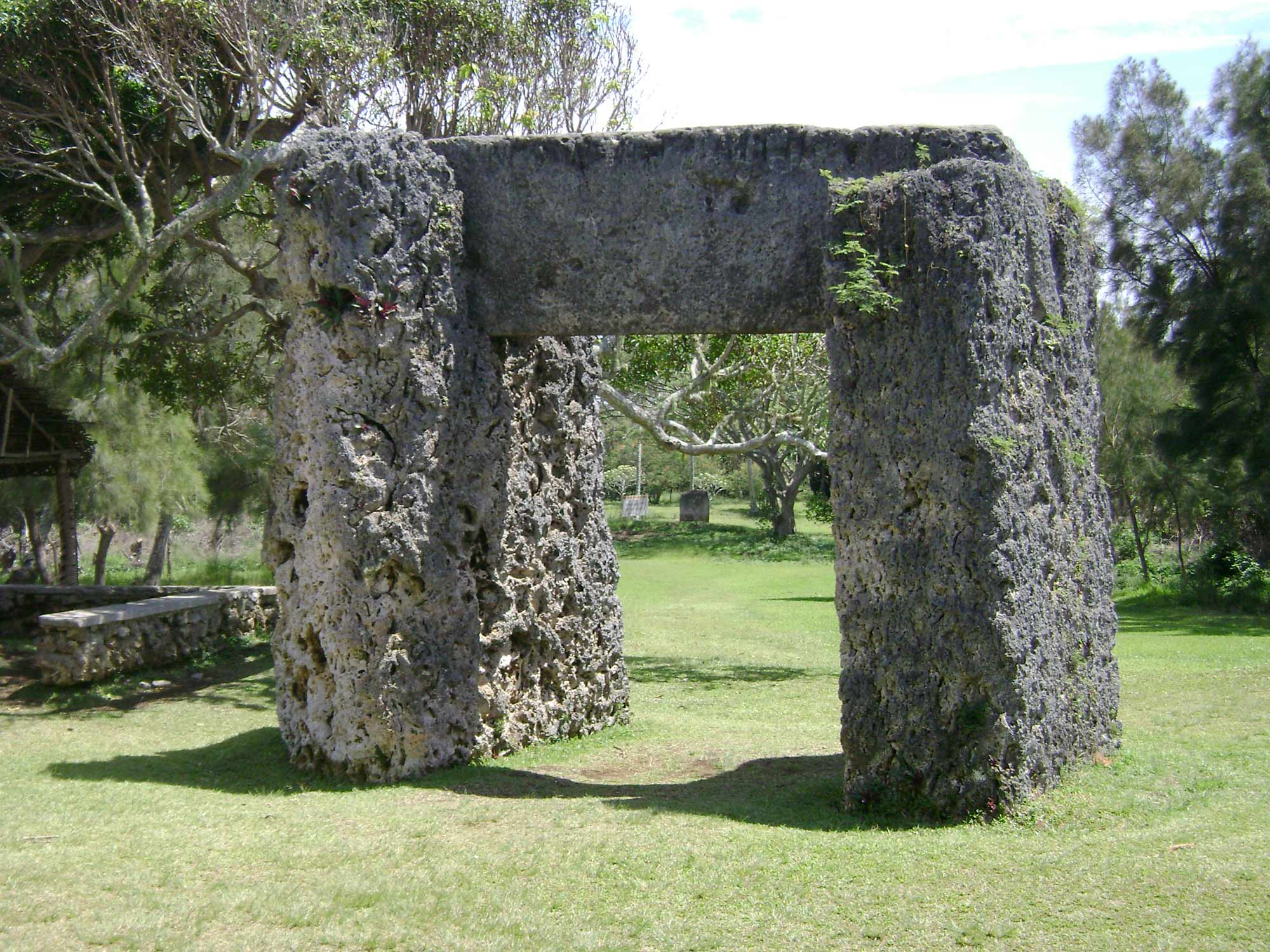
Trílit a Haʻamonga ʻa, Maui, amb el tron de pedra Maka faakinanga al fons

El terme també s'aplica als grups de tres pedres de les tombes Hunebed dels Països Baixos. Lluny d'Europa i l'Orient Mitjà, un altre famós trílit és l'Haamonga Maui a Tonga, Polinèsia.